# Валерій Фролов
Валерій Дмитрович Фролов (14 серпня 1947, Мінськ — 9 листопада 2014, Мінськ) — білоруський політичний діяч. Член Білоруської соціал-демократичної партії (Грамада). Генерал-майор. Організатор акції на підтримку єднання Білорусі та Росії в 2007–2008 роках. Кандидат на виборах у президенти Республіки Білорусь в 2006 році.

## Освіта
Навчався в школі № 5 міста Мінську. Мати все життя пропрацювала на МАЗі комірницею, батько — фронтовик. Працював електриком, майстром, начальником цеху, головним енергетиком. Закінчив Харківське вище танкове командне училище (1970), інженер з експлуатації автомобілів, тракторів і танків, Військову академію бронетанкових військ (1977), Академію Генерального штабу Збройних Сил СРСР (1991). В 2000 році закінчив Академію управління при президенті Республіки Білорусь.

## Військова діяльність
Служив командиром танкового взводу, роти (1970–1974, Білоруський військовий округ), командиром батальйону, начальником штабу, командиром танкового полку, начальником штабу мотострілецької дивізії (1977–1989, Далекосхідний військовий округ), командиром дивізії (1991–1993, Прибалтійський військовий округ)
У 1991 році Валерій Фролов був призначений командиром дивізії в прибалтійському військовому окрузі. Розміщувалася дивізія у Вільнюсі. Відбувалося це якраз в той час, коли Литва прагнула до незалежності. Найбільш кривавими подіями того часу став штурм Вільнюської телевежі вночі на 13 січня. Тоді загинуло 13 осіб, а більше сотні були поранені.
Фролова перекинули до Вільнюса в червні 1991 року. Дивізія Фролова захищала будівлю литовського ЦК під час подій путчу ГКЧП, вивозила звідти документи.
У Литві Фролов служив з колишнім президентом Чечні Аслана Масхадова, останній був у підпорядкуванні Фролова.
Із 1993 року призначений начальником штабу армійського корпусу Збройних Сил Республіки Білорусь. В 1994 році — командиром армійського корпусу (1994–2000). 17 жовтня 1994 указом Президента № 146 був призначений командиром 28-го армійського корпусу.

## Політична діяльність
В 2000–2004 рр. — Депутат Палати представників Національних зборів Республіки Білорусь II скликання по Гродненському сільському виборчому округу № 54, член комісії з національної безпеки.
У палату представників генерал Валерій Фролов виділявся як кандидат від влади. Але вже в парламенті він разом з підприємцем Сергієм Скребцовим і спортсменом Володимиром Парфеновичем створив опозиційну групу депутатів «Республіка». Саме ними була проведенні пам'ятне голодування за зміни до виборчого законодавства в 2004 році.
У БСДП вступив в 2004. У 2006-09 був головою Мінської міської організації Білоруської соціал-демократичної партії (Грамада). У березні 2007 — жовтні 2010 і з 5 червня 2011 року заступник голови БСДП.
У політиці він запам'ятався багатьма непродуманими і суперечливими кроками. В 2007 і 2008 роках генерал Валерій Фролов разом із Сергієм Скребцовим проводили акції на підтримку єднання Білорусі та Росії. На перший захід прийшло близько 10 чоловік, а на другому — близько 40. Популярністю у людей такі заходи не користувалися.
У 2009 році Валерія Фролова абсолютно несподівано призначили радником генерального конструктора багатофункціональної космічної системи Союзної держави.
Фролова розглядали як можливого лідера опозиції у Білорусі. У 2006 році Фролов таки вирішив самостійно балотуватися в президенти, але не зібрав необхідних 100 тисяч підписів.
У 2014 році його кандидатуру знову пропонували на регіональних зборах активістів. [Архівовано 9 червня 2015 у Wayback Machine.]

## Сім'я
У Валерія Фролова було дві дружини. Перша, Наталія Олександрівна, померла ще в 2003 році. Друга дружина Наталя Шинкевич на 2014 рік був розлучений. Син Дмитро.

## Нагороди
Нагороджений орденами «За службу Батьківщині в Збройних Силах СРСР» III ступеня, орден Російської православної церкви, Преподобного Сергія Радонезького і 11 медалями.*

## Поховання
Помер у Мінську 9 листопада 2014 року. Похований у місті Гродно, Білорусь .